# Xanthocampoplex similis
Xanthocampoplex similis là một loài tò vò trong họ Ichneumonidae.